# 택견
택견 또는 태껸은 한국의 전통의 민속놀이, 무술이다. 독특한 리듬으로 스텝을 밟으며 다리걸기, 발차기, 던지기 등으로 공격한다. 대한민국의 국가무형유산 제76호 택견으로 등록되어 있다. 문화재 지정을 받았기 때문에 체육관을 도장이 아니라 「전수관(傳修館)」이라고 부른다.
택견 협회에서 택견이란 발을 위주로 사용하여 상대방을 제압하는 기술이라고 정의하고 있다. 손보다는 발을 위주로 사용하는 전통 무술로 볼 수 있다.
근현대 들어 택견은 유도, 가라테 등 일본계 무술의 유입에 의해 쇠퇴했다. 한국 해방 이후에는 현대 태권도에 택견의 기술이 전승되기도 하였으며, 이후 택견은 전통을 되살리려는 많은 노력을 통하여, 2011년 11월 28일, 택견은 세계 무술 가운데 최초로 유네스코 인류무형문화유산으로 등재되었다.
또한 1998년 ‘국민생활체육전국택견연합회’의 출범과 함께 대한민국 생활체육을 총괄하는 국민생활체육회에 정식 가맹되며 생활체육으로서 시민들에게 다가갔다. 2001년에는 대한민국 올림픽위원회이자 엘리트체육을 총괄하는 대한체육회 인정단체로 가입되었고, 용인대학교에 동양무예학과 택견전공이 신설되며 본격적인 엘리트체육으로서의 활성화가 시작됐다. 이후 2007년 대한체육회 정회원으로 승격되었으며, 2020년에는 국내 최대규모의 스포츠축제인 ‘전국체육대회’에 정식종목으로 채택되었다. 2015년 대한민국 엘리트체육과 생활체육을 총괄하는 두 기관(대한체육회, 국민생활체육회)이 통합을 추진하며 '국민생활체육전국택견연합회’와 ‘대한택견연맹’이 통합한 ‘대한택견회’가 출범하여 전통스포츠로서 택견의 활성화 및 업무를 담당하고 있다.

## 어원
택견이라고 하는 명칭의 자료상의 초견은 조선 정조시대(1776-1800)의 것이다.
수박(手搏)은 변(卞)이라고 하고 각력(角力)은 무(武)라고 하는데 지금에는 이것을 탁견(托肩)이라 한다.— 《재물보》, 이성지

이에 따라 "태껸"의 어원은 "탁견 (托肩)"이라고도 하나, 민간어원일 수도 있다. 어원에 대한 인식이 점점 약화되면서 "태껸"으로 굳어져 표준어 규정 제5항에 근거하여 태껸을 표준어로 삼았다. 본래 "택견"은 "l" 모음 역행 동화를 원칙적으로 인정하지 않는 표준어 규정 제9항에 어긋나 표준어로 인정받지 못하였으나, 거의 모든 택견 관련 단체들이 일관되게 "택견"이라는 용어를 사용하고 있고, 문화재청에도 "택견"으로 등록되어 있으며, 대한민국내의 언어 실생활에서 "택견"이라는 표기의 사용 빈도가 높음을 감안하여, 2011년 8월 22일 국립국어원 국어심의회 전체 회의를 거쳐 동년 8월 31일부터 복수 표준어로 인정되었다.

## 역사

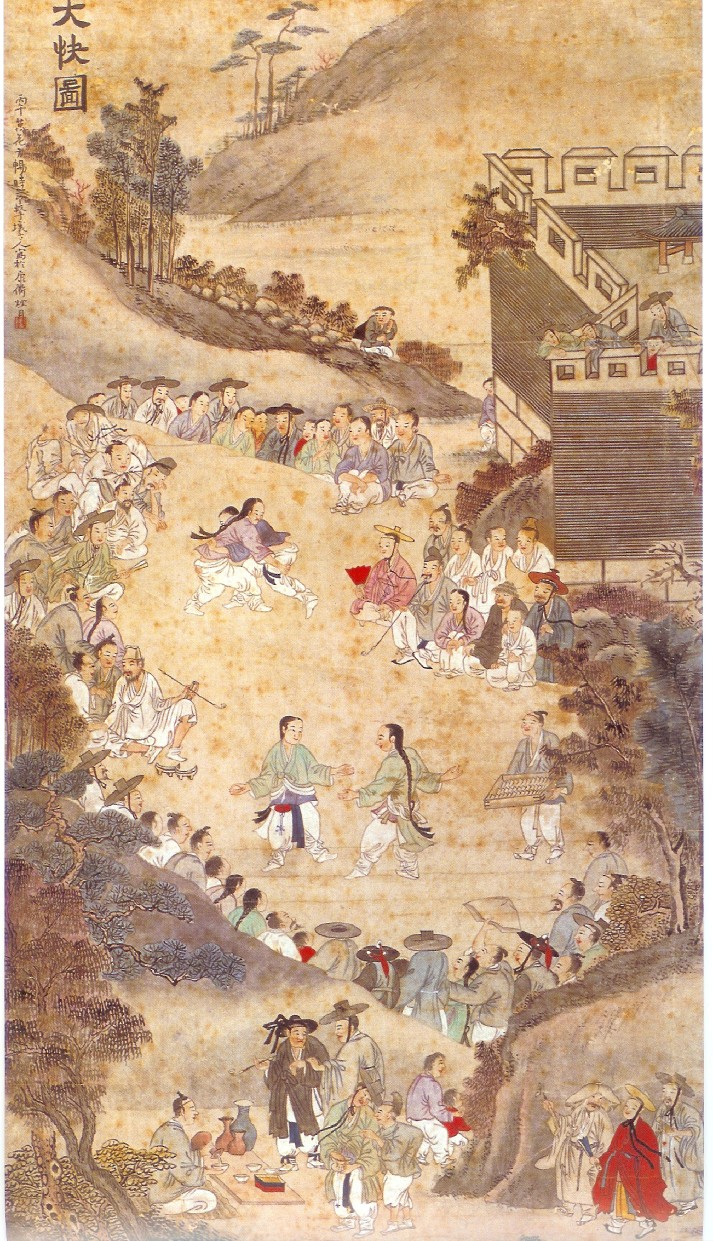
19세기 중기에 활동한 유숙(劉淑)의 그림 「대쾌도(大快圖)」. 씨름(상부) 및 택견(하부)이 나와있다. 주변 군중의 다양한 모습들은 택견이 개방적인 무예라는 것을 알려주고 있다.

조선시대, 서울 지역(당시 한양)에서 유행한 민속놀이. 굼실 거리며 춤과 같이 움직인다. 조선시대와 일제강점기에는 씨름처럼 민속놀이로 인식되었으나, 해방 후 무술로서 재인식되었다.
조선시대에는 평안도의 날파람, 경상도의 까기 등 여러 명칭의 무예적 놀이가 존재했음을 짐작할 수 있지만, 그 형태는 확인되지 않는다. 그러한 무예적 놀이를 증언하는 노인들의 증언에서 형태의 상이함이 있으므로 택견, 날파름, 까기, 잽이 등은 지역성을 가지고 있다고 볼 수 있다. 그러한 점을 고려했을 때 수박과 택견과의 연관성도 연구가 필요하다 하겠다.
조선 말기에 임호(林虎)라는 택견꾼으로부터 택견을 배운 사람들 중, 송덕기(宋德基)가 현대 택견의 뿌리이다. 송덕기에게 택견을 배운 이들이 대한 택견 협회, 택견 원형 보존회, 한국 전통 택견회, 결련 택견 협회 등의 단체를 조직하였다.
| “ | 그 당시에는 택견이라고 해서 특별한 무술이라고는 생각지 못하고, 운동을 좋아하는 사람들이 여가를 이용해서 운동하기 좋은 장소에 모여서 실시하던 일종의 민속놀이였다. | ” |
|   | — 송덕기. 〈머리말〉. 《한국 고유 무술, 택견 (전통 무술, 택견)》. 서림문화사.                                                                                     |   |

조선 시대 말기와 일제강점기에 택견을 하던 사람들은 택견을 무술이 아닌 씨름같은 민속놀이로 인식하였다.

## 용어
- 태기질, 태질: 걸거나 잡아채어 넘어뜨리는 기술.
- 손질: 손으로 낚아 채고, 밀고, 당기고는 등의 기술.
- 발길질: 발놀림, 발차기. 사용하기 자유로운 손에 비해 발은 가는 길이 정해져 있다 하여 발길질이라고 한다.

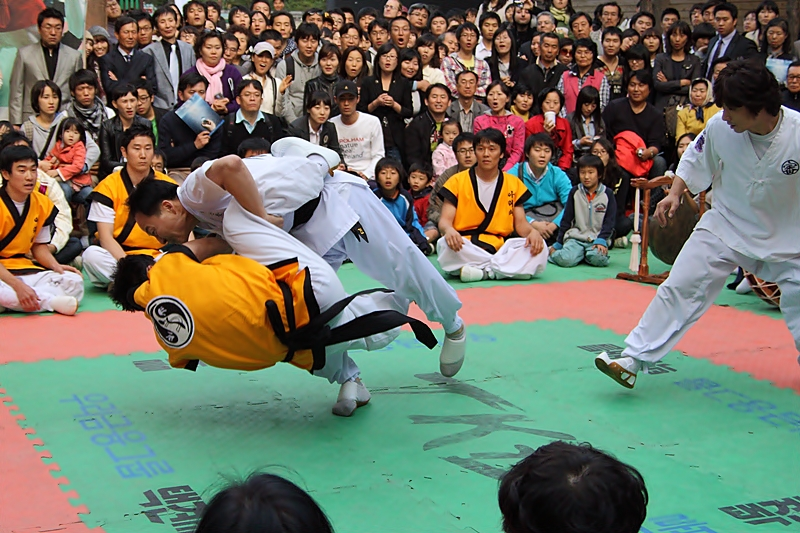
태질. 택견 배틀 2009.

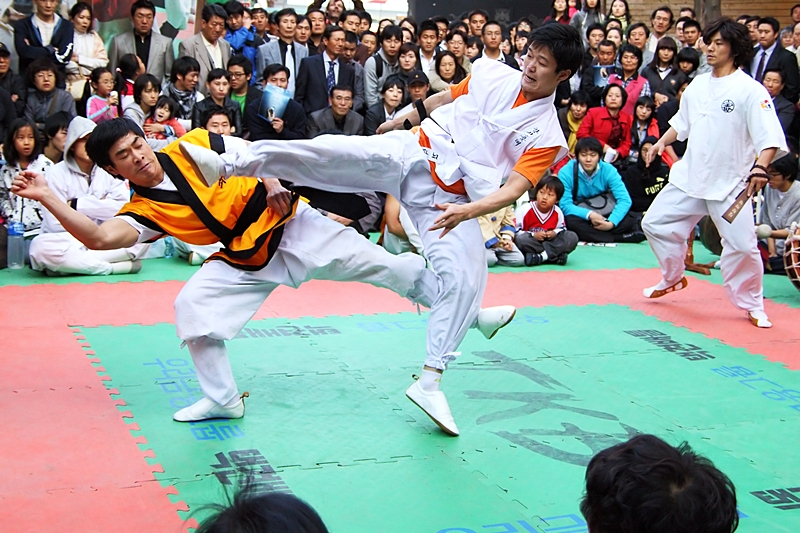
엎어치기. 택견 배틀 2009.

- 활개: 어깨부터 손 까지의 팔 부위를 나타낸다.
- 결련태, 결련택견: 마을과 마을 사이의 택견시합.
- 판막음: 마을 간 단체전으로 진행된 결련택견판의 마지막 판을 이김으로써 판을 끝내는 행위. 당시에 판막음을 한 택견꾼은 그 마을의 영웅 대접을 받았다고 한다.
- 옛법: 결련택견판에서 금지되어 있는, 치명상을 입힐 수 있는 기술을 말하며 택견의 무예성을 알 수 있는 부분이다. 송덕기옹이 설명하기를, 옛날에는 썼으나 지금은 쓰지 않는다고 하여 옛법이라고 불렀다고 한다.
- 홀새김: 홀새김은 택견의 수련과정을 혼자서 연습할 수 있도록 대한택견협회에서 창안한 것으로 혼자서 택견을 수련 할 수 있도록 단계별로 구성되어 있다.
- 호패술은 창안한 결련택견협회에서도 택견 기법으로 치지 않는다. 따라서 택견 용어라고 할 수 없다.

## 대표 기술
택견의 특징은 첫째, 손발과 몸 동작이 근육의 움직임과 일치하고, 유연하며 자연스럽게 주고받을 수 있는 무술이다.
둘째, 택견은 음악적이며 무용적인 리듬을 갖고 있어 예술성 짙은 무예이다.
셋째, 공격보다는 수비에 치중하고 발을 많이 움직인다.

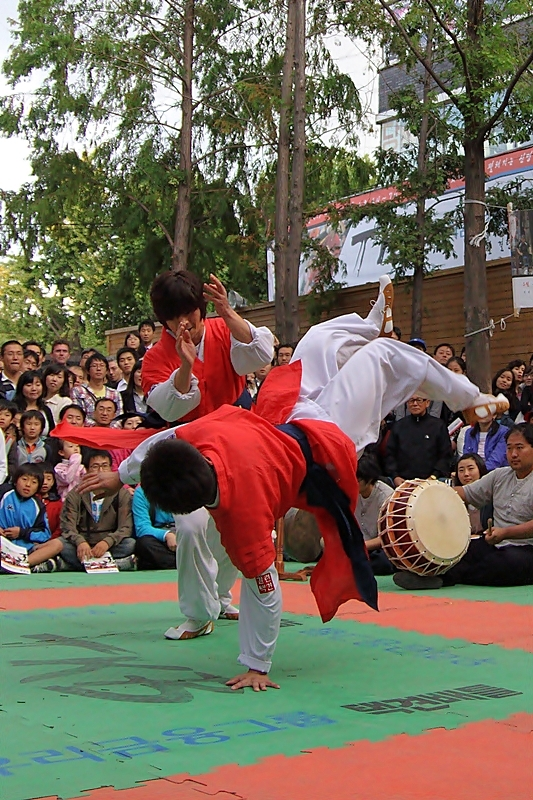
날치기. 결련 택견 협회, 본터패.

품밟기
택견의 가장 기본인 발놀림. 혹은 원활한 발놀림을 위한 연습. 品자 형태로 발을 밟는 것이 특징.
낚시걸이 (안낚걸이, 밭낚걸이)
발목이나 다리로 상대방 발이나 다리를 안팎으로 걸어 넘어뜨리는 것을 말한다. 발목을 낚시처럼 구부려 상대 다리나 발을 걸어 당겨 넘어뜨리거나, 다리를 상대편 다리 사이나 바깥쪽에서 걸어 당기는 것을 말하며 다리 사이로 걸어 당기는 것을 "안낚걸이", 바깥쪽으로 걸어 당기는 것을 "밭낚걸이"라고 한다.
곁치기 (곁차기, 째차기)
원래는 골반 언저리를 차는 것을 의미했으나, 현재 결련택견협회에서는 발등으로 안에서 밖으로 얼굴을 차는 기술을 의미한다. 전통택견협회에서는 같은 기술을 째차기라고 부른다.
날치기 (쌍발치기)
손으로 바닥을 짚고 물구나무 서 듯, 혹은 몸을 휘돌리며 찬다.
내지르기
발을 앞으로 들어 가슴팍이나 얼굴을 밀어 찬다.
덧걸이
다리로 상대방 다리의 오금부분을 걸어 넘어뜨린다. 대개 손을 보조 수단으로 삼는다.
발따귀
발바닥으로 상대의 따귀를 때린다.
엎어치기 (장대걸이)
발등이나 발목 정강이로 상대방의 다리를 가격하거나 걸어 넘어뜨린다.
내차기
권투의 잽과 같다. 곁치기를 낮춰 상대방의 다리를 가격한다.
솟구쳐차기 (두발낭상)
공중으로 솟구쳐 상대방의 얼굴이나 몸통을 가격한다. 차는 형태는 발따귀, 내지르기, 후려차기 등 여러가지가 있다.
깎음다리
밟아차기의 일종. 상대방의 정강이를 깎아 내려 밟는다.

## 택견 대회

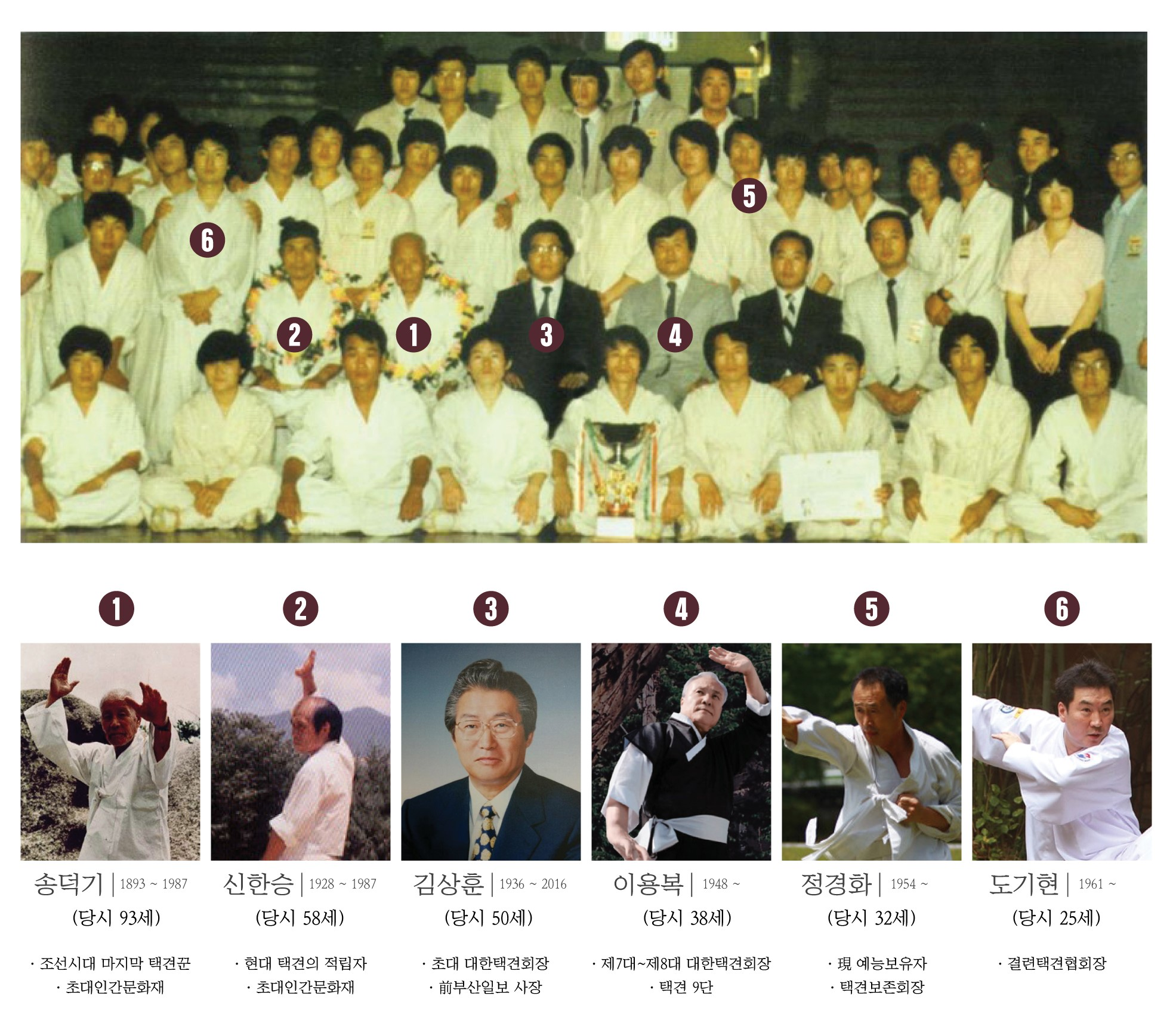
제1회 전국택견경기대회에 참여한 택견인

일제강점기 민족문화말살정책으로 금지되었던 택견은 해방과 건국 이후 송덕기옹과 신한승옹의 노력으로 1983년 국가무형문화재 제76호로 등재되었다.
이후 대한택견회가 명문화된 최초의 택견경기규칙을 제정하고 개최한 첫 택견대회가 1985년 6월 30일 부산구덕체육관에서 개최된 제1회 전국택견경기대회이다. 당시 대회에는 초대 인간문화재인 송덕기, 신한승 선생님이 모두 참석했을 뿐 아니라 93세의 송덕기 선생님은 막뵈기를, 58세의 신한승 선생님은 본때뵈기를 직접 선보이기도 했다. 이후 이어진 대회에서는 신한승 선생님이 주심을 맡았으며, 93세의 송덕기 선생님이 직접 서울팀의 뒷배(코치)를 보기도 했다.
그렇게 1985년 역사적인 첫 택견대회가 개최되었으나, 안타깝게도 송덕기, 신한승 선생님이 건강이 악하됨에 따라, 이 대회는 초대 인간문화재 두분이 처음이자 마지막으로 참석한 택견대회가 되었다. 이 대회에는 송덕기, 신한승 뿐 아니라 현대 택견을 대표하는 이용복, 정경화, 도기현 세 사람이 모두 참석했다.
이후 최초로 택견경기규칙을 명문화 시킨 대한택견회가 대한민국 올림픽위원회인 대한체육회 정회원 종목으로 승격됨에 따라, 현재 택견은 대한민국 최대스포츠 축제인 전국체육대회(엘리트), 전국생활체육대축전(생활체육) 정식종목으로 채택되어 있으며, 국내 최고권위의 스포츠대회인 대통령기, 문화체육관광부장관기 전국택견대회도 개최되고 있다. 이 대회는 대한택견회에 등록된 선수, 지도자, 심판에게만 참가 권한이 주어진다.

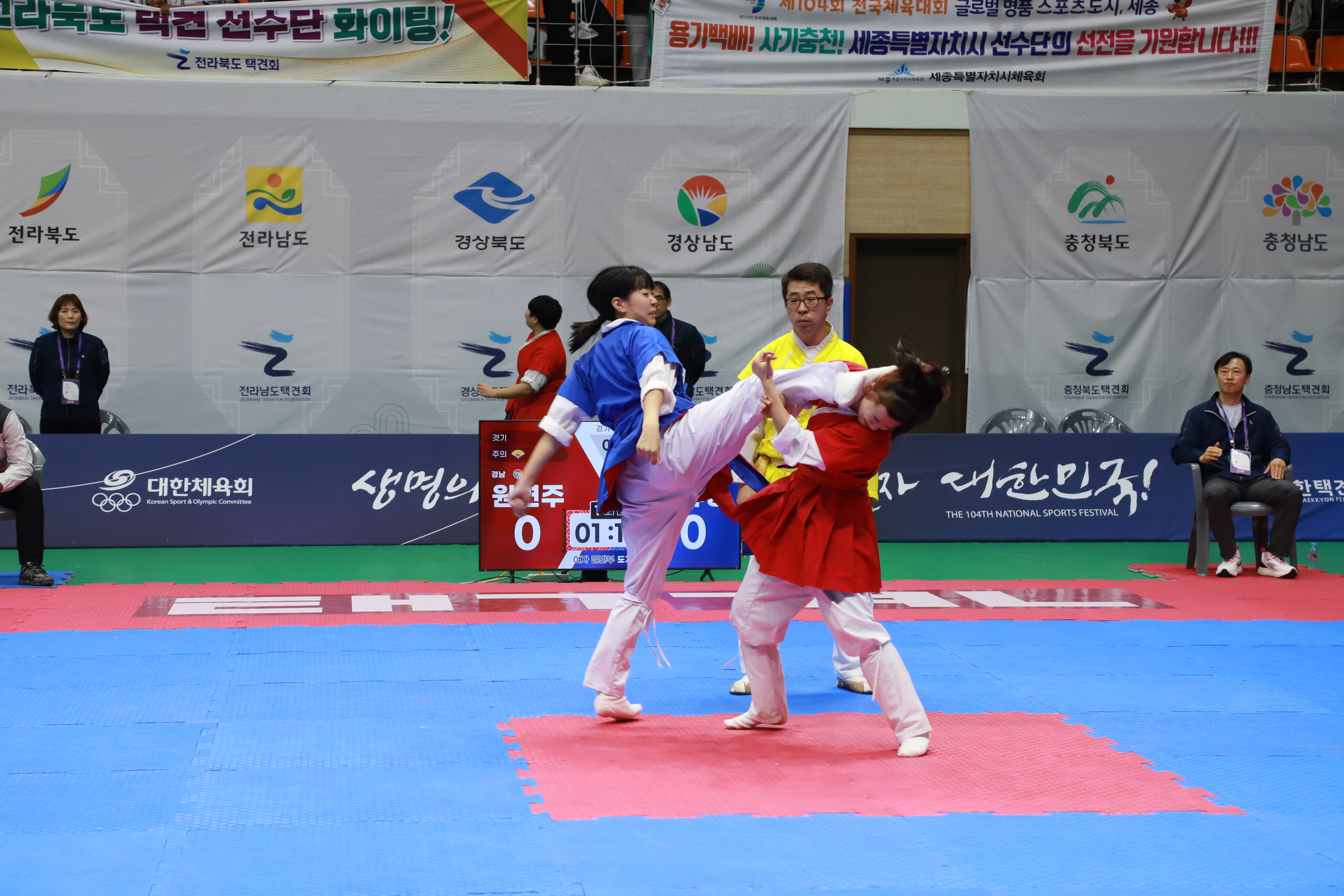
현대의 택견대회장의 모습(겨루기)

## 태권도와의 차이점
- 택견은 태권도와는 운동 원리가 다르다.[10]
- 주먹과 발모서리를 이용한 타격이 금지되어 있다.[11]
- 명칭, 기원, 문화적 차이가 있다.[12]
- 잡아넘길 수 있다.
- 몸의 무릎 이상이 바닥에 닿으면 진다.
- 상대의 다리를 걷어 찰 수 있다.

## 같이 보기
- 국선도
- 혈기도
- 단월드
- 십팔기도
- 한무도
- 수박도
- 한풀
- 한검도